# Sircilla
Sirsilla là một thành phố và khu đô thị của quận Karimnagar thuộc bang Andhra Pradesh, Ấn Độ.

## Địa lý
Sirsilla có vị trí 18°23′B 78°50′Đ / 18,38°B 78,83°Đ Nó có độ cao trung bình là 322 mét (1056 feet).

## Nhân khẩu
Theo điều tra dân số năm 2001 của Ấn Độ, Sirsilla có dân số 65.016 người. Phái nam chiếm 50% tổng số dân và phái nữ chiếm 50%. Sirsilla có tỷ lệ 61% biết đọc biết viết, cao hơn tỷ lệ trung bình toàn quốc là 59,5%: tỷ lệ cho phái nam là 72%, và tỷ lệ cho phái nữ là 51%. Tại Sirsilla, 12% dân số nhỏ hơn 6 tuổi.